# 品川範増
品川 範増（しながわ のります）は、江戸時代の高家旗本。1歳で家督を継承するが2歳で夭折したため、高家品川家は一時断絶した。

## 生涯
正徳2年（1712年）、品川伊氏の三男として生まれる。『寛政重修諸家譜』に母は「某氏」とあり、側室の子である。
伊氏には長男範高、次男範主がいたが、宗家である今川家に養子として送り出しており、品川家自体の継嗣はそれまでいない状態であった。
範増が生まれたこの年9月22日、伊氏は44歳で没した。12月27日、わずか1歳の範増は家督相続が認められ、寄合に所属した。
翌正徳3年（1713年）4月1日、品川家の人々は範増の名で、伊氏の遺品である信国の脇差を将軍家に献上している。しかし、6月19日に範増も2歳で死去した。
当然嗣子はいなかったため、品川家は一旦断絶した。

## その後
範増の死去から1か月後の正徳3年（1713年）7月9日、品川家は松平重治の弟の信方（品川伊氏の弟で、範増の叔父にあたる）によって再興された。ただし元の1千5百石ではなく、3百石とされた。